# Wim van Velzen (1938–2020)
Wim van Velzen, właśc. Willem Jacobus van Velzen (ur. 13 maja 1938 w Hilversum, zm. 28 grudnia 2020 w Huizen) – holenderski polityk, działacz partyjny, deputowany do Parlamentu Europejskiego III i IV kadencji.

## Życiorys
Ukończył w 1960 akademię pedagogiczną, do połowy lat 70. pracował jako nauczyciel języka niderlandzkiego. Zaangażował się w działalność polityczną w ramach Partii Pracy. Był radnym miejskim w Huizen, a od 1973 do 1979 pełnił funkcję członka zarządu tej miejscowości. Następnie do 1989 był etatowym działaczem laburzystów jako sekretarz PvdA.
W latach 1989–1999 przez dwie kadencje sprawował mandat posła do Parlamentu Europejskiego, wchodząc w skład frakcji socjalistycznej i pełniąc m.in. funkcję przewodniczącego Komisji ds. Socjalnych, Zatrudnienia i Środowiska Pracy.